# Rue Riboutté
La rue Riboutté est une rue du 9e arrondissement de Paris.

## Situation et accès
La rue de Riboutté est une voie publique située dans le 9e arrondissement de Paris. Elle débute au 12, rue Bleue (ex-rue d'Enfer) et se termine au 82, rue Lafayette et 9, rue Papillon.
La rue Riboutté est desservie par la ligne 7 aux stations Poissonnière et Cadet.

## Origine du nom
Elle porte le nom de monsieur Riboutté, propriétaire du terrain sur lequel fut ouverte la rue.

## Historique
Lors de sa création, la rue Riboutté faisait partie du 2e arrondissement de Paris, quartier du Faubourg-Montmartre. Elle est ouverte en 1780, en même temps que les rues Papillon et Montholon par lettres patentes du 2 septembre 1780 : 
« Louis par la grâce de Dieu roi de France et de Navarre, à nos amés et féaux conseillers, les gens tenant notre Cour de Parlement, à Paris, salut.
Nos bien-amés le sieur Lenoir, architecte, et compagnie, nous ont fait exposer qu'ils ont fait l'acquisition d'un terrain sis entre les rues Rochouart, la barrière Sainte-Anne et la rue Bellefond ;
 que ce terrain, susceptible de pouvoir y établir des maisons et d'y former 3 rues, qui, en embellissant ce canton et lui donnant une valeur utile, lui procureront en même temps leur secours et la sûreté nécessaires aux extrémités de la ville ; 
qu'en conséquence, ils ont fait dresser un plan des opérations qu'ils projettent de faire, mais que, ne pouvant le mettre à fin sans notre expresse autorisation, ils nous faisaient très humblement supplier de vouloir bien leur accorder nos lettres sur ce nécessaires. 
À ces causes, de l'avis de notre Conseil qui a le plan du terrain vu sur lequel sont tracées les rues projetées par les dits sieurs Lenoir et compagnie ; 
ensemble la délibération prise par les prévôt des marchands et échevins de notre bonne ville de Paris, l'un et l'autre cy-attachés sous le contre scel de notre chancellerie, et de notre grâce spéciale, pleine puissance et autorité royale, nous avons permis et autorisé par ces présentes signées de notre main, permettons, autorisons, voulons et nous plaît ce qui suit :
- Article 1 : il sera ouvert, aux frais des dits sieurs Lenoir et compagnie, 3 nouvelles rues de 30 pieds (9,75 mètres) de large chacune, sur le terrain qui leur appartient entre les rues Rochouart, d'Enfer, la barrière Sainte-Anne et la rue Bellefond, la principale desquelles rues traversera le dit terrain dans toute sa longueur, débouchera d'un côté dans la rue Sainte-Anne, et de l'autre dans la rue Rochouard et sera nommée rue Montholon.

- Article 2 : au milieu de la dite rue de Montholon sera formé un carrefour par la réunion des deux autres rues : l'une nommée rue Papillon, qui débouchera au carrefour de la rue Sainte-Anne et de la dite d'Enfer et l'autre, nommée rue Riboutté, qui débouchera au milieu ou environ de la dite d'Enfer, le tout ainsi qu'il est tracé au plan ci-dessus.
- Article 3 : le premier pavé des dites rues sera également aux dépens des sieurs Lenoir et compagnie, conformément aux clauses du bail du pavé de Paris ; et le dit pavé sera ensuite employé dans les états d'entretien et renouvellement, à notre charge, ainsi que le nettoiement, illumination et sûreté des dites rues.
- Article 4 : l'alignement des dites rues sera donné conformément au dit plan, en la présence des sieurs prévôt des marchands et échevins, et du sieur Mignot de Montigny, trésorier de France, que nous avons pour ce député, et par le Maître général des bâtiments de la ville ; et les pentes du pavé seront réglées en présence des mêmes commissaires, par le dit Maître général des bâtiments de la Ville et par l'Inspecteur général du pavé de Paris.
- Article 5 : enjoignons au Président trésorier de France, à Paris, et aux Prévost des marchands et Echevins de la dite Ville, de tenir la main et de se conformer à l'exécution des présentes et du dit plan, dont copie sera déposée à leurs greffes ; si vous mandons que ces présentes vous ayez à faire registrer, et le contenu en icelles garder et observer selon sa forme et teneur, cessant et faisant cesser tous troubles et empêchements, et nonobstant toutes choses à ce contraires, car tel est notre plaisir ; en témoin de quoi nous avons fait mettre notre scel sur ces dites présentes.

Donné à Versailles le 2e jour de septembre, l'an de grâce 1780 et de notre règne le 7e.
Signé Louis. »
Par ordonnance 1833, la rue est alignée :
« Article 1 — Sont arrêtés ainsi qu'ils sont tracés sur les plans ci-annexés, conformément aux procès-verbaux des points de repère transcrits sur les dits plans, les alignements des voies publiques de Paris ci-après désignées, savoir : rues Beauregard, Bellefond, Bergère, Bleue, Bochard-de-Saron, de la Boule-Rouge, Buffault, Coquenard, Cretet, Montholon, Papillon, Pétrelle prolongée, Ribouté, Richer, Turgot, avenue Trudaine.
Article 2 — Il sera procédé conformément aux lois et règlements en vigueur, ou tout ce qui pourra concerner soit les réparations d’entretien, soit la démolition, pour cause de vétusté, des bâtiments qui excèdent les alignements ainsi arrêtés, soit les terrains à occuper par la voie publique ou par les particuliers, soit enfin les indemnités qui seront dues de part et d'autre pour la cession de ces terrains.
Article 3 — Notre ministre secrétaire d’État au département du Commerce et des Travaux publics est chargé de l'exécution de la présente ordonnance.
Donné au palais des Tuileries, le 23 août 1833.
Signé : Louis-Philippe Ier. »

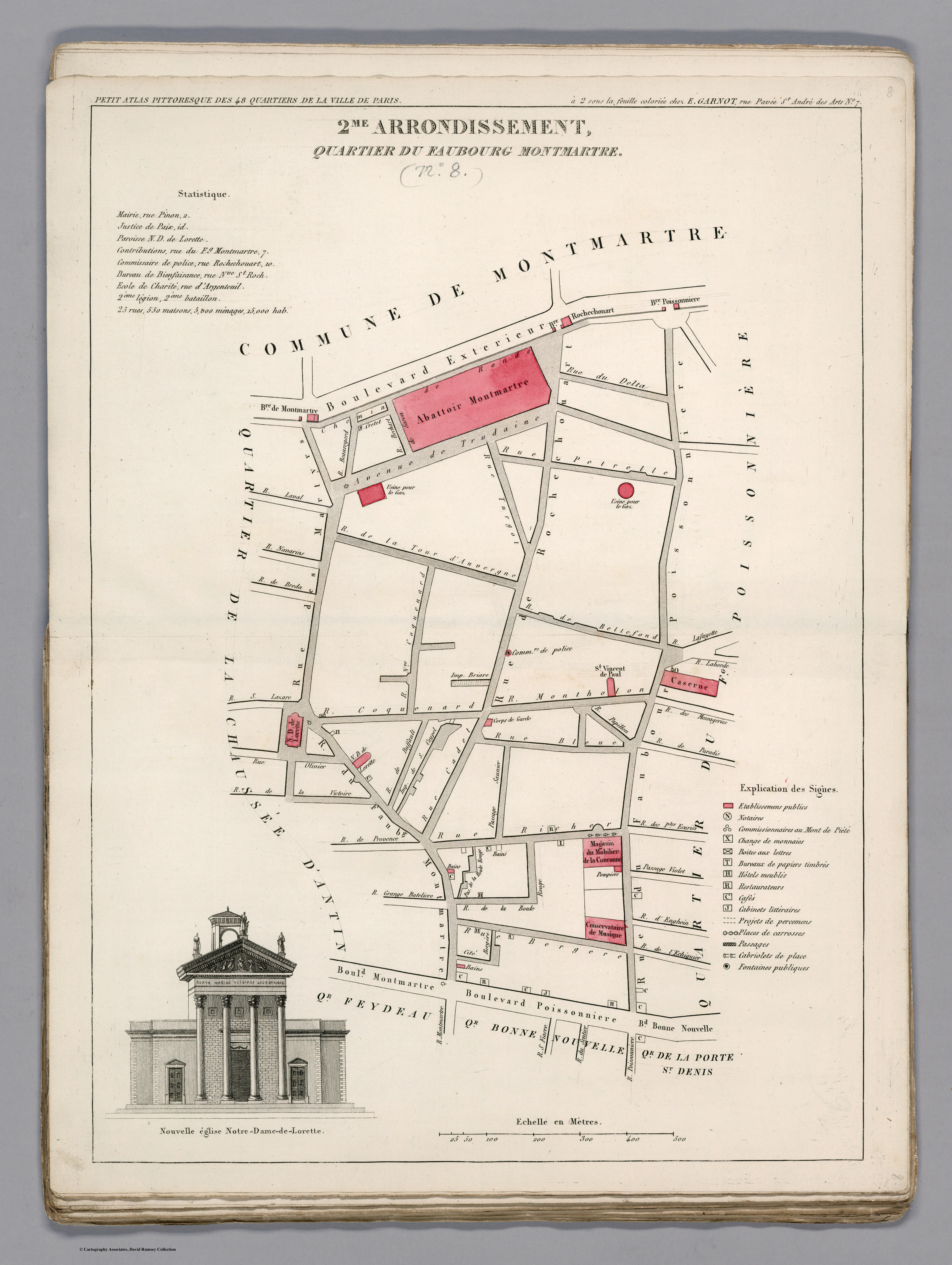
Plan du quartier du Faubourg-Montmartre dans l'ancien 2e arrondissement en 1834.

## Bâtiments remarquables et lieux de mémoire
- Angle rue Bleue-rue Riboutté : bureau de poste Paris-Montholon (ex-Paris 83).